# Kazimierz Suchcicki
Kazimierz Suchcicki (ur. 8 listopada 1882 w Piotrowie, zm. w kwietniu 1940 w Katyniu) – polski ksiądz, dziekan Wojska Polskiego II Rzeczypospolitej, ofiara zbrodni katyńskiej. Uczestnik wojny polsko-bolszewickiej oraz kampanii wrześniowej.

## Życiorys
Pochodził z rodziny szlacheckiej Suchcickich herbu Ostoja z Suchcic. Był synem Mikołaja i Marii z domu Wierzbowskiej. Ukończył Wyższe Seminarium Duchowne w Płocku. W 1905 roku uzyskał święcenia kapłańskie. W latach 1905–1919 był wikariuszem kolejno w Mławie, Lekowie, Kadzidle oraz Nasielsku i Ostrowi Mazowieckiej.
Od roku 1919 pełnił służbę w Wojsku Polskim. Był kapelanem w 21 pułku piechoty „Dzieci Warszawy”, w 1920 kapelanem Obozu Szkół Podoficerów, a później kapelanem Obozu Warownego „Toruń”. Uczestniczył w wojnie polsko-bolszewickiej. 3 maja 1922 roku został zweryfikowany w stopniu proboszcza ze starszeństwem z dniem 1 czerwca 1919 roku i 5. lokatą w duchowieństwie wojskowym wyznania rzymskokatolickiego, przed księdzem Józefem Panasiem, który otrzymał 6. lokatę. Od roku 1922 był zastępcą księdza dziekana generalnego Karola Boguckiego, szefa duszpasterstwa wyznania rzymskokatolickiego Okręgu Korpusu Nr VI we Lwowie. W tymże roku wszedł do komisji rewizyjnej wydziału Towarzystwa Polskiego Żałobnego Krzyża dla okręgu lwowskiego
W 1924 roku był zastępcą księdza dziekana Jerzego Sienkiewicza, szefa duszpasterstwa wyznania rzymskokatolickiego Okręgu Korpusu Nr VIII w Toruniu. Od 1927 roku był szefem służby duszpasterstwa wyznania rzymskokatolickiego Okręgu Korpusu Nr III w Grodnie. Na dziekana został awansowany ze starszeństwem z dniem 1 stycznia 1931 roku i 1. lokatą w duchowieństwie wojskowym wyznania rzymskokatolickiego.
W 1934 roku został przeniesiony na równorzędne stanowisko w Dowództwa Okręgu Korpusu Nr IV w Łodzi. Uczestniczył w kampanii wrześniowej na froncie wojny z Niemcami. Po 17 września 1939 roku dostał się do sowieckiego obozu w Starobielsku, z którego został wywieziony do więzienia na Butyrkach w Moskwie, skąd wiosną 1940 roku – do obozu w Kozielsku. Z Kozielska został wywieziony zgodnie z wykazem NKWD Moskwa nr 025/3/1940 z poleceniem przekazania do dyspozycji szefa Zarządu NKWD obwodu smoleńskiego (akta sprawy nr 4909). Został zamordowany w kwietniu 1940 roku w Katyniu.

## Epilog

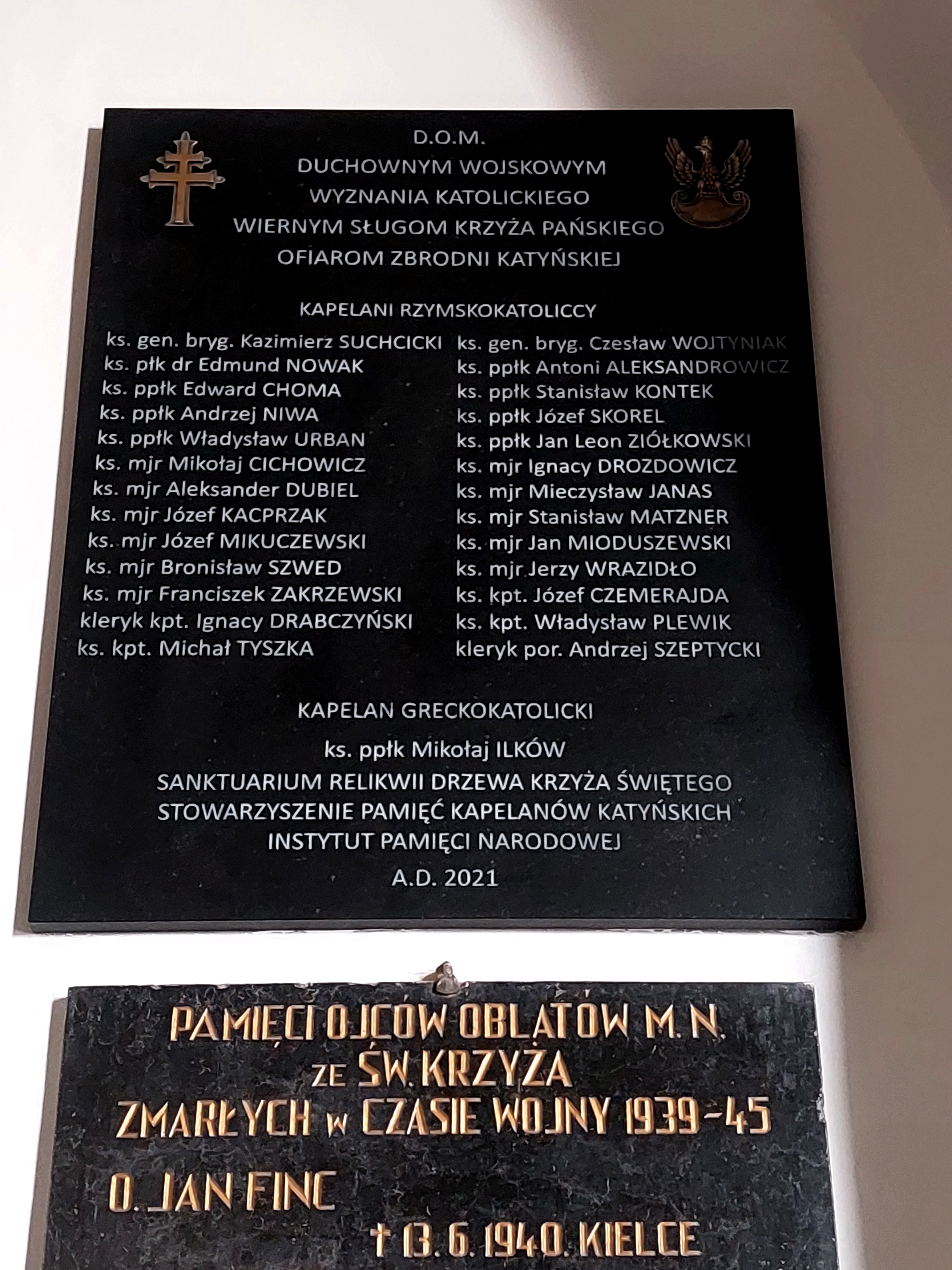
Tablica upamiętniająca duchownych zamordowanych w ramach zbrodni katyńskiej odsłonięta w 2021 roku w krużganku bazyliki mniejszej pw. Trójcy Świętej i sanktuarium Relikwii Drzewa Krzyża Świętego na Świętym Krzyżu

Kazimierz Suchcicki był jednym z 24 księży kapelanów Wojska Polskiego z lat 1919–1939 zamordowanych w Katyniu, Charkowie i Kalininie wiosną 1940 roku zgłoszonych przez Stowarzyszenie Rodzina Katyńska w Warszawie w grudniu 2009 roku na kandydatów do procesu beatyfikacyjnego Męczenników Wschodu (1917–1989).
Prezydent Rzeczypospolitej Polskiej Bronisław Komorowski postanowieniem z 29 czerwca 2012 roku na wniosek Ministra Obrony Narodowej awansował pośmiertnie ks. płk. Kazimierza Suchcickiego na stopień generała brygady.
12 maja 2019 roku w Kalwarii Pacławskiej odbyła się uroczystość związana z odsłonięciem oraz poświęceniem tablicy pamiątkowej i Alei Dębów Pamięci Kapelanów Katyńskich przy kaplicy „Ukrzyżowanie”. Wśród 32 kapelanów wojskowych różnych wyznań, zamordowanych w Katyniu i innych miejscach kaźni w 1940, jest wymieniony Rabin gen. bryg. Kazimierz Suchcicki.

## Odznaczenia
- Złoty Krzyż Zasługi – 11 listopada 1937[12]
- Medal Pamiątkowy za Wojnę 1918–1921 „Polska Swemu Obrońcy”
- Medal Dziesięciolecia Odzyskanej Niepodległości